# 灰蓝柳
灰蓝柳（学名：Salix glauca）为杨柳科柳属的植物。分布在北美、欧洲、蒙古、西伯利亚等地，生长于海拔2,500米至3,000米的地区，常生长在高山地区，目前尚未由人工引种栽培。